# Brideshead Revisited (película)
Brideshead Revisited (en España, Retorno a Brideshead) es una película de 2008 dirigida por Julian Jarrold y basada en la novela homónima de Evelyn Waugh.                   

## Sinopsis
En la Universidad de Oxford, el joven Charles Ryder conoce casualmente a Sebastian Flyte, hijo de Lord Marchmain. Fruto de esta relación íntima, Charles se va introduciendo en el exclusivo mundo de la alta sociedad británica y visita, por primera vez, Brideshead, la majestuosa casa familiar de los Flyte. Allí conoce a Julia, la hermana de Sebastian, y queda cautivado por su belleza desde el primer instante. En un tiempo convulso, Charles será testigo del declive de la familia mientras lleva a cabo su particular cruzada por el amor de Julia.

## Reparto
- Emma Thompson ..... Lady Marchmain
- Michael Gambon ..... Lord Marchmain
- Matthew Goode ..... Charles Ryder
- Ben Whishaw ..... Sebastian Flyte
- Hayley Atwell ..... Julia Flyte
- Greta Scacchi ..... Cara
- Patrick Malahide ..... Mr. Ryder
- Felicity Jones ..... Cordelia Flyte
- Jonathan Cake ..... Rex Mottram
- Joseph Beattie ..... Anthony Blanche
- James Bradshaw ..... Mr. Samgrass